# Huỳnh Công Đến
Huỳnh Công Đến (sinh 19 tháng 8 năm 2001) là một cầu thủ bóng đá chuyên nghiệp người Việt Nam hiện đang thi đấu ở vị trí tiền vệ cho câu lạc bộ PVF-CAND tại V.League 2 và đội tuyển U-23 Việt Nam.

## Sự nghiệp
Năm 2012, Huỳnh Công Đến bắt đầu sự nghiệp cầu thủ tại hệ thống đào tạo của Trung tâm Đào tạo Bóng đá trẻ PVF. Năm 2017, khi mới chỉ 16 tuổi, Huỳnh Công Đến đã góp mặt trong đội hình U-19 Việt Nam vô địch giải U-19 Quốc tế 2017. Nhưng chỉ ngay trong năm đó, Công Đến bất ngờ bị PVF cấm thi đấu 8 tháng vì vi phạm kỷ luật. Tại GBS Bangkok Cup 2019, Công Đến bỏ túi cho mình 1 bàn thắng trong trận đấu với U-19 Hàn Quốc. Năm 2022, Công Đến được điền tên vào danh sách dự Đại hội Thể thao Đông Nam Á 2021.

## Danh hiệu

### Đội tuyển quốc gia
U-23 Việt Nam
- Đại hội Thể thao Đông Nam Á: 2021

## Bàn thắng quốc tế

### U-19 Việt Nam
| # | Ngày                 | Địa điểm           | Đối thủ         | Tỷ số | Kết quả | Giải thi đấu         |
| - | -------------------- | ------------------ | --------------- | ----- | ------- | -------------------- |
| 1 | 12 tháng 10 năm 2019 | Băng Cốc, Thái Lan | U-19 Đông Timor | 1–2   | 1–2     | GSB Bangkok Cup 2019 |